# Caio Pumputis
Caio Rodrigues Pumputis (São Paulo, 8 de enero de 1999) es un nadador brasileño, especialista en estilo combinado.
Ganó una medalla de bronce en el Campeonato Mundial de Natación en Piscina Corta de 2024 en la prueba de 100 m estilos.
Además, obtuvo una medalla de plata en los Juegos Panamericanos de 2019, en la prueba de 200 m estilos, y dos medallas en los Juegos Suramericanos de 2022, oro en 200 m estilos y plata en 200 m braza.
Estudia Administración de Empresas en el Instituto Tecnológico de Georgia.

## Palmarés internacional
| Campeonato Mundial en Piscina Corta | Campeonato Mundial en Piscina Corta | Campeonato Mundial en Piscina Corta | Campeonato Mundial en Piscina Corta |
| Año                                 | Lugar                               | Medalla                             | Prueba                              |
| ----------------------------------- | ----------------------------------- | ----------------------------------- | ----------------------------------- |
| 2024                                | Budapest (Hungría)                  | Medalla de bronce                   | 100 m estilos                       |
| Juegos Panamericanos                |                                     |                                     |                                     |
| Año                                 | Lugar                               | Medalla                             | Prueba                              |
| 2019                                | Lima (Perú)                         | Medalla de plata                    | 200 m estilos                       |
| Juegos Suramericanos                |                                     |                                     |                                     |
| Año                                 | Lugar                               | Medalla                             | Prueba                              |
| 2022                                | Asunción (Paraguay)                 | Medalla de oro                      | 200 m estilos                       |
| 2022                                | Asunción (Paraguay)                 | Medalla de plata                    | 200 m braza                         |